# Brèche de Roland
Pour les articles homonymes, voir Brèche de Roland (homonymie).
La brèche de Roland est une trouée naturelle, large de 40 mètres et profonde de 70 mètres environ, s'ouvrant dans les falaises situées sur le pourtour du cirque de Gavarnie, dans les Hautes-Pyrénées. Située à une altitude de 2 805 ou 2 807 mètres, elle joue le rôle d'un col de montagne qui marque la frontière entre l'Espagne et la France sur toute sa largeur.
Du côté français, la brèche de Roland peut être rapidement atteinte depuis le refuge des Sarradets (situé à 2 587 m d'altitude).

## Géographie

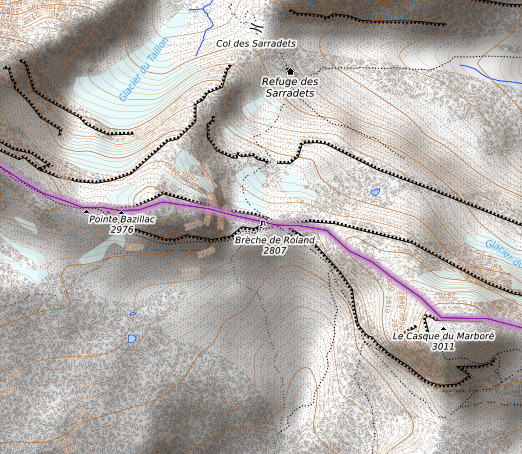
Carte topographique de la brèche.

La brèche de Roland fait partie de la ceinture du cirque de Gavarnie. Dans le sens nord-sud, elle marque la limite entre le parc national des Pyrénées, en France, et le parc national d'Ordesa et du Mont-Perdu, en Espagne ; elle est située :
- côté français, près de Gavarnie dans le département des Hautes-Pyrénées, région d'Occitanie ;
- côté espagnol, dans la comarque de Sobrarbe, province de Huesca, communauté autonome d'Aragon.

D'après la carte IGN, son point bas (qui sert de passage) se trouve à 2 807 m d'altitude, et son point haut serait à 2 873 m, ce qui fait une hauteur de 65 m environ.

## Légende liée à la formation de la brèche
Selon la légende, la brèche fut ouverte par Roland, le neveu de Charlemagne, alors qu'il tentait de détruire son épée Durandal en la frappant contre la roche à l'issue de la bataille de Roncevaux. Voyant qu'elle ne se cassait pas, il l'aurait envoyée de toutes ses forces dans la vallée et la légende dit qu'elle se serait plantée dans une falaise à Rocamadour dans le Lot, soit à environ 300 kilomètres en direction du nord-nord-est.
Comme le col de Roncevaux se trouve à environ 100 km plus à l'ouest dans la chaîne des Pyrénées, et en dépit de l'incertitude sur le lieu exact de la bataille, l'appellation est doublement poétique (le lieu n'est pas le bon et le geste est improbable).

Diverses vues de la brèche de Roland
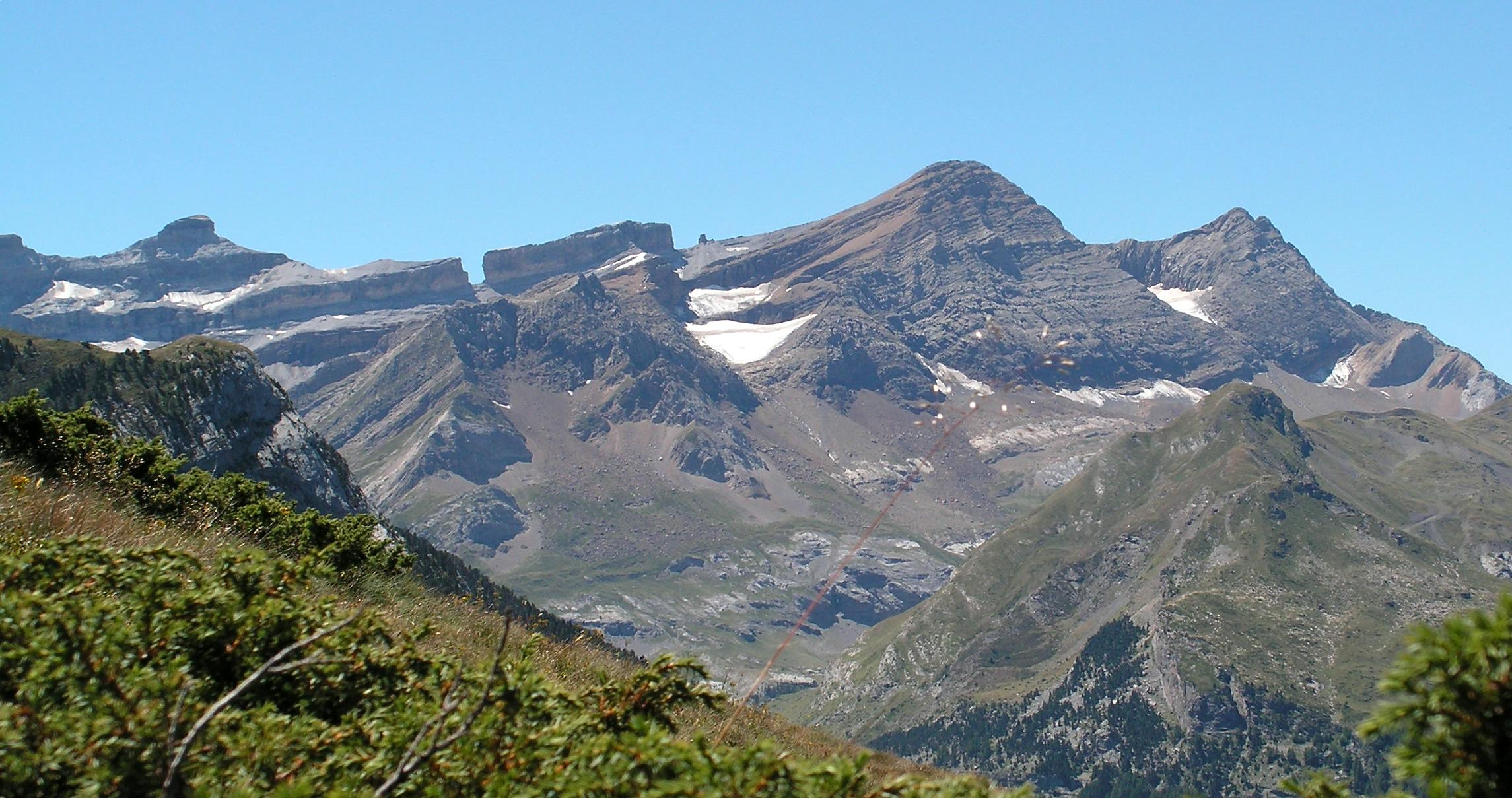
De gauche (à l'est) à droite (à l'ouest), le casque du Marboré (3 006 m) avec sa forme caractéristique, ensuite la brèche de Roland (2 807 m) qui vient interrompre une pente régulière de la ligne de crête, montant légèrement d'est en ouest, vers la pointe Bazillac (2 975 m). Puis on trouve une autre brèche, dite la Fausse Brèche (2 909 m en son point le plus bas), à l'intérieur de laquelle se trouve le « doigt de la Fausse Brèche » (2 944 m), que l'on entrevoit à peine à cette distance. Ensuite, l'imposant pic du Taillon (3 144 m) et enfin les pics des Gabiétous (3 044 m et 3 031 m) .
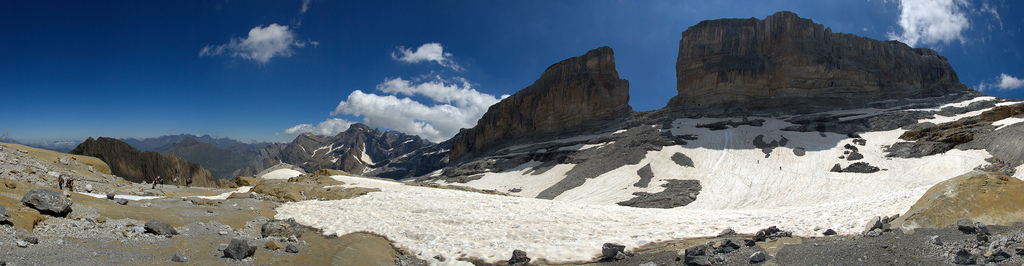
Vue panoramique autour de la brèche de Roland, du côté français.
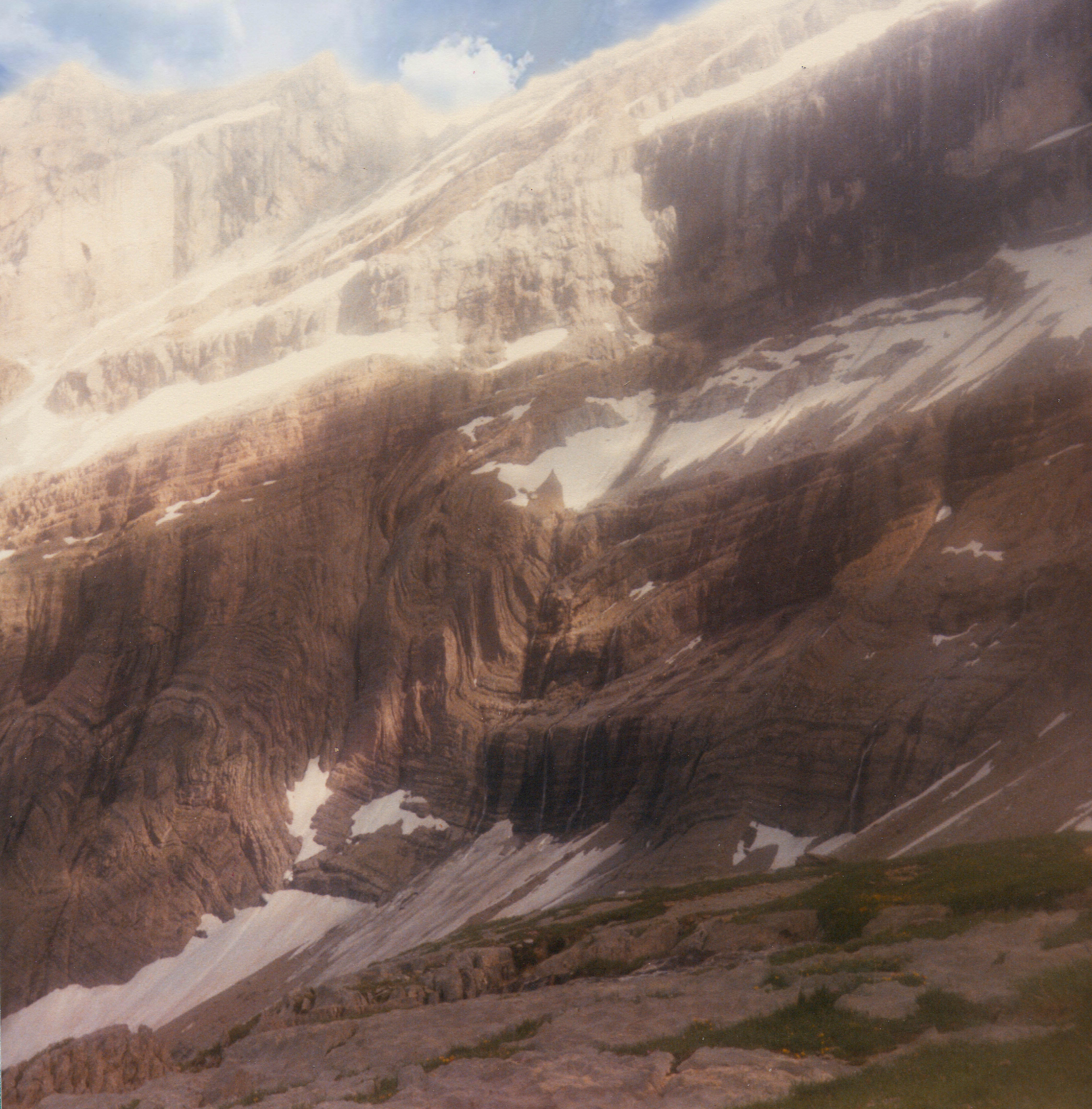
Plis calcaires à proximité de la brèche de Roland.
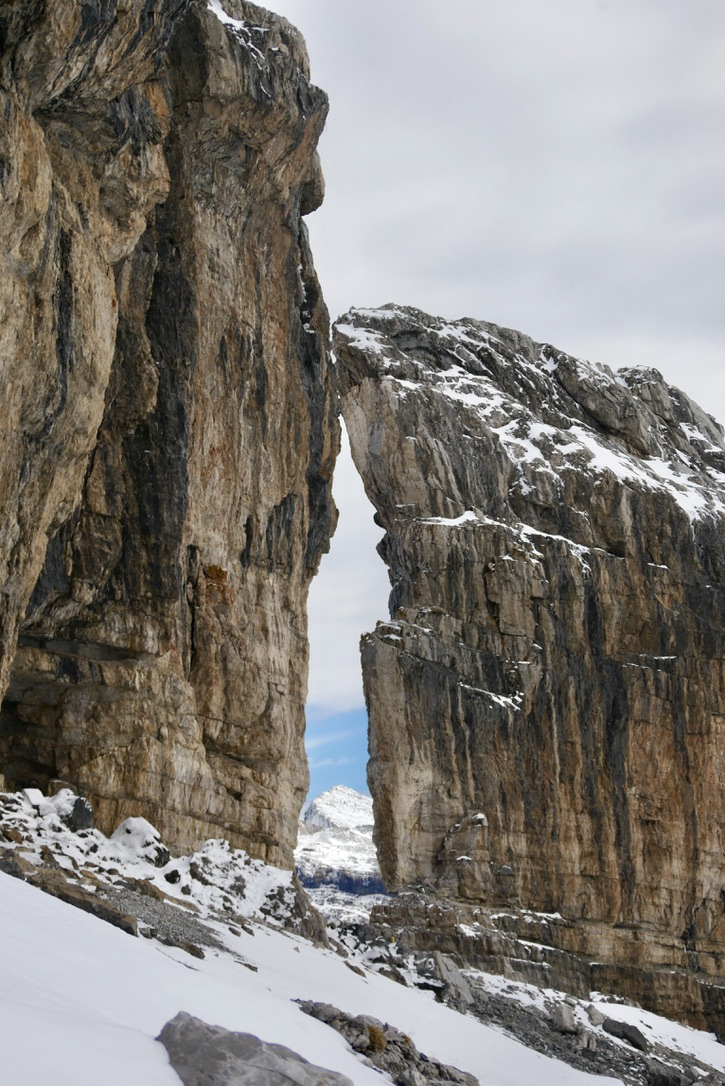
Vue de la brèche depuis le versant espagnol, au sud.